# Vateria macrocarpa
Espèce
Classification phylogénétique
Statut de conservation UICN

 CR A1cd, D : 
En danger critique
 Vateria copallifera  est un arbre sempervirent endémique du Kerala en Inde. C'est une espèce de la famille des Dipterocarpaceae.

## Systématique et taxonomie
Le nom correct complet (avec auteur) de ce taxon est Vateria macrocarpa B.L.Gupta.

## Répartition
Endémique et extrêmement localisé aux forêts primaires des Ghâts occidentaux du Kerala à une altitude de 1 200 m en Inde.

## Préservation
Menacé par la déforestation et l'exploitation forestière.